# Batalla de los Arapiles

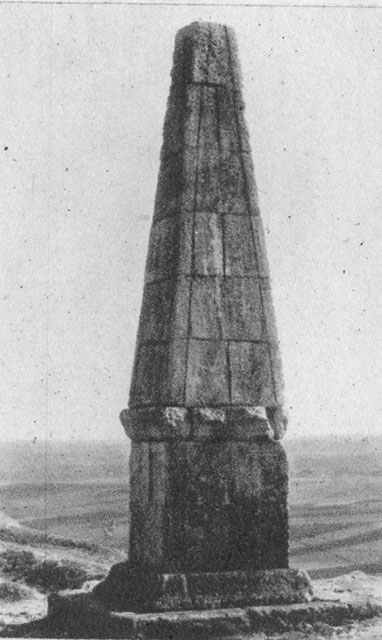
Memorial de la batalla.

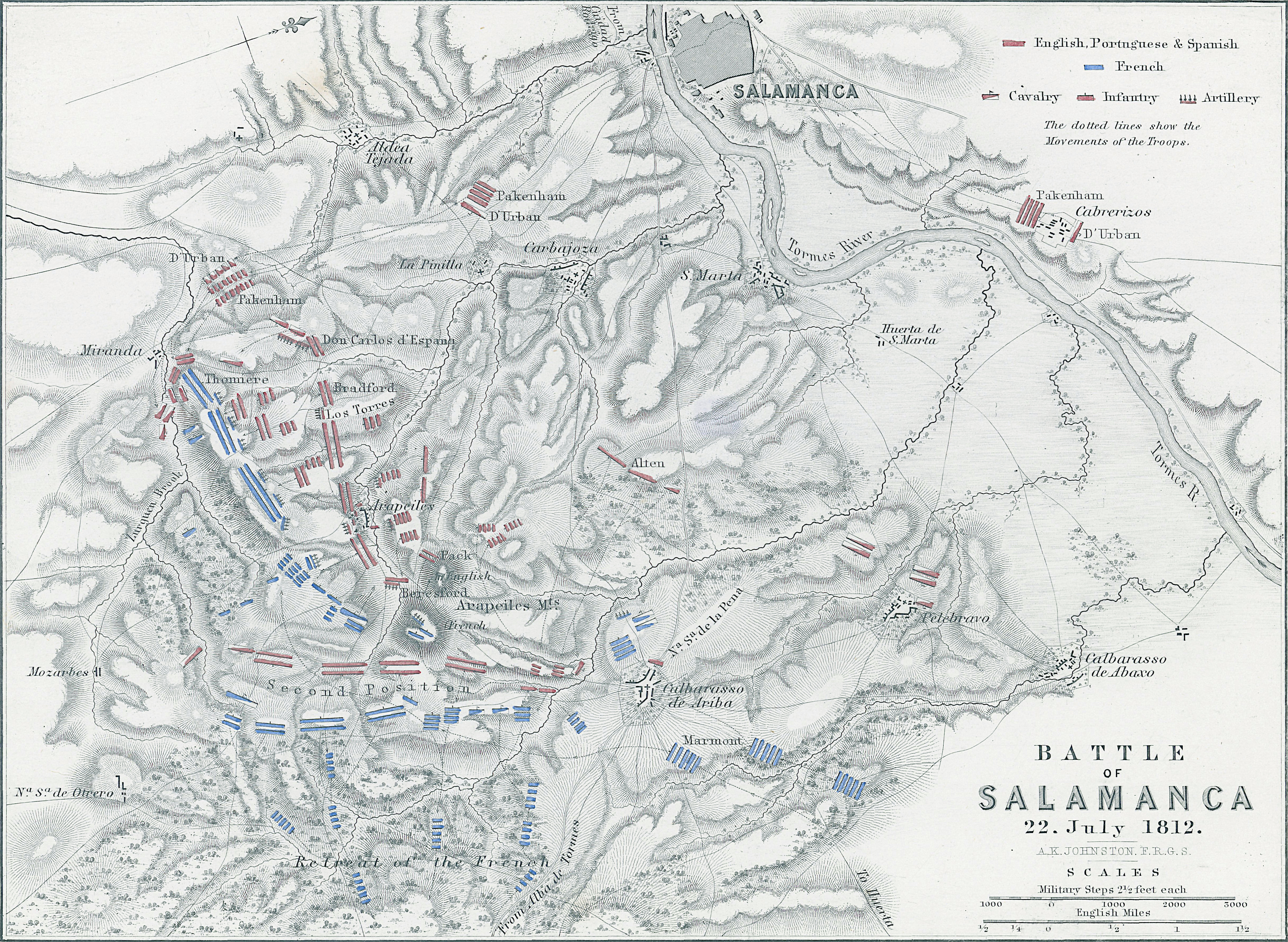
Grabado de W. & A. K. Johnston, publicado en 1850, que como tantos mapas contemporáneos tiene más fantasía que realidad. Para estimaciones historiográficas actualizadas véanse los mapas en las referencias del artículo.

Campañas posteriores a la batalla de Arapiles. Las tropas napoleónicas sufrirían varias derrotas sucesivas hasta abandonar finalmente España en 1814.

La batalla de los Arapiles es una batalla de la guerra de la Independencia española librada el 22 de julio de 1812 en los alrededores de las colinas conocidas como Arapil Chico y Arapil Grande, en las cercanías de la localidad española de Arapiles, al sur de la ciudad de Salamanca. Fue la batalla librada con más soldados en España durante el siglo XIX.
Tuvo como resultado una gran victoria del ejército anglo-luso-español al mando del general Arthur Wellesley, primer duque de Wellington, contra las tropas francesas al mando del mariscal Marmont. Los aliados sufrieron 5220 bajas entre muertos, heridos y desaparecidos, de los cuales 3176 fueron británicos, 2038 portugueses y 6 españoles, mientras que el ejército francés perdió unos 12 500 hombres, incluyendo los prisioneros.

## La campaña de 1812
Asegurada la frontera y sabedor de que Napoleón estaba retirando tropas de la Península para integrarlas en el gigantesco ejército con el que pretendía invadir Rusia, Wellington planeó una ambiciosa ofensiva estratégica para 1812. Mientras las guerrillas y el ejército español hostigaban a los franceses para fijarlos en Andalucía y la costa cantábrica, los británicos avanzarían por el centro para entablar batalla con Marmont (el sustituto de Masséna tras la caída en desgracia de este por su fracaso en Portugal), intentando derrotarlo para poder avanzar por el valle del Duero, aislar Madrid e intentar tomarlo desde el norte.
Marmont, que había destruido una parte notable de edificios en la ciudad de Salamanca para construir importantes fortificaciones, contemplaba con inquietud los movimientos británicos y cuando el día 13 de junio emprendieron desde Ciudad Rodrigo la marcha hacia Salamanca, decidió abandonar la ciudad para dirigirse hacia el norte con la intención de reunirse con una división de 10 000 hombres al mando de Bonet, que marchaba en su refuerzo desde Asturias. Dejó la ciudad con una pequeña guarnición tras las fortificaciones, con la esperanza de volver a liberarlos si resistían lo suficiente. Wellington llegó a Salamanca el día 17 y comenzó los trabajos para instalar baterías y rendir las posiciones francesas que ocupaban cuatro edificios de gruesos muros de piedra. Marmont, viendo que Wellington no le perseguía, se acercó a la ciudad, lo que obligó a los británicos a salir a campo abierto con la fuerza que no participaba en los asedios. Mientras los británicos derribaban los fuertes a cañonazos, ambos ejércitos maniobraron en la llanura al noreste de Salamanca manteniendo las distancias. Durante cuatro días se sucedieron pequeñas escaramuzas entre las unidades de infantería ligera y los voltigeurs, que en formación dispersa protegían la fuerza principal de británicos y franceses, respectivamente.
El día 21 ambos ejércitos se encontraron frente a frente en una posición ligeramente favorable a los británicos que ocupaban una colina baja y además tenían una ventaja de 8000 hombres. Marmont no atacó cuesta arriba y Wellington no quiso abandonar la ventaja de la altura, por lo que al día siguiente se separaron. Ese mismo día cayeron los fuertes de Salamanca y tras una semana, Wellington comenzó a prepararse para avanzar, mientras Marmont se retiraba a toda velocidad al notar que los británicos podían poner toda su fuerza sobre el campo. Los franceses marcharon rápidamente hacia el norte por Valladolid para refugiarse detrás del Duero y esperar allí a la fuerza que venía de Asturias. Completada con éxito la maniobra, acamparon entre Toro y Tordesillas, desde donde veían cómo los británicos organizaban sus campamentos entre Rueda y La Seca.
Una vez llegó Bonet con los refuerzos el día 7, Marmont –ahora con superioridad numérica– decidió tomar la iniciativa con un sofisticado movimiento. Tras varios días de descanso y planificación muy cuidadosa, el día 16 amagó cruzar el río Duero por Toro y en cuanto los británicos empezaron a formar para hacerle frente, se retiró otra vez y marchando a toda velocidad efectuó el cruce por Tordesillas, cogiéndolos completamente a contrapié. Pero, tanto estos como las milicias portuguesas que los acompañaban, eran expertos soldados y, antes de que Marmont pudiera entablar combate, ya marchaban hacia el sur para eludir el flanqueo. Durante tres días, ambos ejércitos intentaron flanquearse mutuamente tomando contacto esporádico sus unidades ligeras y acampando por la noche uno frente al otro. El 20 la situación degeneró en una marcha paralela hacia el sur y al irse acercando ambas columnas, llegaron marchar a solo 500 metros una de la otra, sin que ninguno de los dos comandantes se decidiera a atacar, a la vista de la disciplina y organización del contrario. Al llegar a Cantalpino, ambos ejércitos se separaron, ya que cada comandante tenía su propio plan. Wellington se retiró hacia Salamanca siguiendo su línea de abastecimiento, mientras Marmont trataba de cruzar el Tormes en Huerta para aislar la ciudad del camino de Portugal o bien esperar a los británicos y atacarlos por el flanco si decidían continuar la retirada.
El día 21, Wellington decidió no cruzar Salamanca, sino pasar el Tormes en Santa Marta y tomar posiciones al sur de la ciudad. Durante todo el día marchó nuevamente hacia el sur y, al anochecer, el núcleo del ejército acampaba en torno a Carbajosa de la Sagrada, protegiendo su flanco izquierdo con varias unidades que tomaron posiciones en una línea de cerros que dominan el pequeño valle del torrente de Pelagarcía, que corre de sur a norte hasta desembocar en el Tormes. Mientras tanto, los franceses cruzaban el río aguas arriba para continuar los intentos de flanqueo que tan buen resultado les habían dado, puesto que estaban a punto de recuperar Salamanca sin haber sufrido más que unas pocas bajas.

## La batalla
Por la noche cayó una gran tormenta con abundante aparato eléctrico que pasaría a formar parte de la leyenda de la batalla, tal como el «sol de Austerlitz» —que presidió el avance de Soult sobre las colinas de Pratzen— ilustra los relatos de esa batalla. Tres años después, la noche antes de Waterloo, una tormenta similar sería recibida como un signo de la providencia por la soldadesca inglesa.
Al amanecer, Wellington fue informado de que ya solo quedaba una división francesa al otro lado del Tormes y que Marmont se estaba desplegando hacia el oeste a toda velocidad. Inmediatamente hizo avanzar las unidades que estaban en Carbajosa de la Sagrada para cubrir el lado norte de una ligera depresión longitudinal, que corría de este a oeste formando ángulo recto con los cerros que dominaban el Pelagarcía. El núcleo del ejército se dispuso formando una doble línea con las divisiones de Leith y Cole asomándose a la ladera de la depresión y las de Clinton y Hope inmediatamente detrás. También ordenó que la división de Edward Pakenham y la caballería de la reserva, que aún estaban al otro lado del Tormes, cruzaran y se dirigieran a Aldeatejada, donde podían proteger una eventual retirada. Las brigadas de caballería de G. Anson y Le Marchant se situaron en Las Torres, a medio camino entre la fuerza principal y la reserva.
Aunque había ido descargando la línea que cubría el Pelagarcía, quedaron allí la división de infantería ligera de Alten junto con algunas brigadas de otras divisiones. La división de dragones de Bock se situó en la misma alineación mucho más al norte para vigilar y controlar un intento francés de rodear los cerros por ese lado. Wellington, así preparado, decidió esperar acontecimientos para decidir el curso de acción definitivo. Gracias a la disposición de sus tropas podía tanto defenderse como retirarse ordenadamente.
Una de las brigadas de la división de Cole, la de Anson, ocupó una colina aislada que se encuentra en el extremo sur de la línea de cerros, justo en el ángulo que ahora formaba el dispositivo inglés, expulsando a algunos franceses que estaban a punto de llegar a la cima. Esta colina se llama Arapil Grande por oposición al Arapil Chico, que se alza al otro lado de la ancha y poco profunda depresión longitudinal que Wellington quería usar como línea de frente. El plan inglés había sido apoderarse de ambos, pero casi habían llegado tarde a uno y el otro ya estaba sólidamente defendido cuando intentaron tomarlo con una brigada de cazadores portugueses, que fue rechazada.
La lucha se trasladó un poco hacia el oeste, al pueblo de Los Arapiles, donde las brigadas ligeras de las divisiones de Keith y Cole chocaron con voltigeurs franceses que trataron de desalojarlos. El pueblo se hallaba en el centro de la depresión que al sur estaba limitada por el escarpe de una meseta que hacia el oeste se iba convirtiendo en una loma. A medida que avanzaba la mañana, los franceses fueron apareciendo sobre el escarpe, instalando baterías que empezaron a hostigar a las cuatro divisiones inglesas que tenían enfrente.
Hacia el mediodía, los franceses se hicieron visibles avanzando por la cima de la loma hacia el oeste a toda velocidad. Se trataba de Thomières y Maucune, que una vez sobre la loma habían decidido ocupar toda su extensión. Maucune se estacionó frente a Leith y empezó a desplegar sus baterías, mientras Thomières se desplazaba en solitario aún más al oeste. El ejército francés se había desorganizado un poco a causa de lo intrincado del terreno, cubierto de bosques de encinas, que se extendía al oeste y detrás de la loma en el camino desde el Tormes. Marmont había perdido ligeramente el control, más preocupado por acelerar la marcha que por guardar la formación, creyendo que Wellington estaba en plena retirada hacia Ciudad Rodrigo y confundiendo el polvo que levantaba la reserva de caballería en Aldeatejada con la retaguardia de este. Así que ordenó a tres divisiones que ocuparan la cima del escarpe y la loma subsiguiente, sin advertirles que debían mantenerse cerca unas de otras. Bonet se situó junto al Arapil Grande, con lo que un gran hueco le separaba de Maucune, mientras otro no tan grande separaba a este de Thomières.
Una vez Wellington estuvo razonablemente seguro de que ninguna división más estaba a punto de llegar, basándose en su intuición y en los informes de los guerrilleros españoles que le habían indicado las horas de cruce del Tormes, hacia las dos de la tarde subió a su caballo y cabalgó hasta Aldeatejada para dar órdenes inmediatas a Pakenham. Al llegar saltó del caballo y le ordenó dirigirse al sur en columna, convertirla en fila girando las compañías 90 grados al llegar a la altura de la loma y atacar a Thomières «hasta barrerlo». Los húsares de Arentschild cubrirían su flanco derecho para evitar que la caballería francesa interviniera.
A continuación galopó hasta el estacionamiento de la caballería pesada de Le Marchant y le ordenó que en cuanto Leith hubiera entablado combate, cargaran sobre Maucune. Después siguió su camino hasta Leith, que estaba sobre su caballo esquivando balas de cañón que venían rebotando desde las baterías de Maucune para que sus hombres no tuvieran miedo a pesar de estar bajo un fuego lejano pero intenso. Wellington le comunicó a Leith que en cuanto viera que Pakenham había derrotado a Thomières, cargara contra Maucune en la meseta, cosa que este estaba deseando porque veía que la moral de sus soldados decaía. Luego cabalgó de nuevo hasta Cole y le dijo que cuando Leith hubiera derrotado a Maucune, cargara a su vez contra Bonet. Finalmente se dirigió a una pequeña colina al oeste de Leith para observar la batalla. Cuando llegó, vio cómo Pakenham cargaba y derrotaba efectivamente a Thomières mientras los húsares de Areschild derrotaban algunas unidades de caballería que surgían del otro lado de la loma. Leith a su vez cruzó lentamente la depresión con su división organizada en una doble fila para cargar pendiente arriba contra Maucune. Aunque resistió algo más que Thomières, al llegar los desbandados de la división de este perseguidos por Pakenham, la división de Maucune se desbandó justo cuando Le Marchand cargaba con la caballería pesada. El efecto de todo esto fue que las dos divisiones francesas dejaron de existir mientras los supervivientes procuraban salvarse como podían.
Marmont había sido herido poco antes junto con su segundo, con lo que Claussel había tomado el mando y aún trataba de organizar la defensa cuando la división de Cole se puso en movimiento hacia el Arapil Grande y la parte adyacente de la meseta, donde le esperaba Bonet. Este ataque fracasó completamente y Cole se retiró en desbandada. Los historiadores han criticado mucho a Wellington y este alegó en sus memorias que Cole se había precipitado. En cualquier caso, aunque Claussel intentó lanzar en persecución de Cole a las tres divisiones que le quedaban, Wellington contraatacó con las divisiones de Hope y Clinton que había reservado. Además, en ese momento llegaban cargando por el flanco la división de Pakenham, la de Leith y la caballería pesada de Le Marchant, con lo que después de una lucha sangrienta pero breve, todo el ejército francés se desbandó. Si no fueron completamente exterminados, se debe a que la división de Ferey, que hasta entonces no había entablado combate, tomó posiciones en un cerro más al sur llamado el Sierro y protegió la retirada hasta que la noche marcó el fin de la batalla. Los franceses cruzaron de nuevo el Tormes al amparo de la oscuridad y Wellington entró al día siguiente en Salamanca en un desfile triunfal. Había derrotado al tercer ejército francés completo desde su llegada a la Península.

## Consecuencias
Después de esta victoria, Wellington avanzó por el valle del Duero y tomó Madrid el 12 de agosto, donde fue aclamado como libertador por la población. Sin embargo, cuando se dirigió al norte en otoño vio su avance interrumpido por la guarnición francesa de Burgos, que resistió el asedio y varios asaltos a la ciudad. Amenazado por los refuerzos que llegaban de Francia, Wellington abandonó el asedio y se replegó en una retirada durísima hacia sus bases de partida en la frontera de Portugal, recuperando los franceses la capital española el 2 de noviembre.
Aunque la campaña no fue decisiva, marcó un punto de inflexión en la guerra peninsular y, sumada a la catastrófica derrota francesa en Rusia, extendió por Europa la idea de que los días de gloria de Napoleón podían estar acercándose a su fin.
El 24 de agosto Jean de Dieu Soult ordena el fin del sitio de Cádiz por temor a que su ejército pueda ser aislado, siendo derrotado tres días después en la batalla del Puente de Triana. Lo que permite a las tropas anglo-españolas tomar definitivamente Sevilla y Málaga el 27 de agosto, Córdoba el 4 de septiembre y Granada y Jaén el 17.